# Червоновухі черепахи
Червоновухі черепахи (Trachemys) — рід черепах підродини Довгошиї черепахи родини Прісноводні черепахи. Має 15 видів.

## Опис
Загальна довжина представників цього роду коливається від 10 до 30 см. Голова невелика. Шия досить довга. Карапакс овальний, міцний. Будова цих черепах сприяє постійному перебуванню у водному середовищі. Особливістю цього роду є забарвлення голови та шиї. Вони мають жовті смуги, а позаду очей присутні червоні стрічки. Звідси й походить назва цих черепах.

## Спосіб життя
Більшу частину життя проводять у воді. Зрідка вилазять на суходіл, щоб погрітися на сонці. Живляться рослинною та тваринною їжею.
Цих черепах часто тримають у тераріумах. Тривалість життя 35 років.

## Розмноження
Парування відбувається у воді. Самиця відкладає у середньому до 10 яєць.

## Розповсюдження
Мешкають від південних штатів США до Аргентини. Зустрічаються також у Карибському басейні.

## Види
- Trachemys adiutrix
- Trachemys callirostris
- Trachemys decorata
- Trachemys decussata
- Trachemys dorbigni
- Trachemys emolli
- Trachemys gaigeae
- Trachemys nebulosa
- Trachemys ornata
- Trachemys scripta
- Trachemys stejnegeri
- Trachemys taylori
- Trachemys terrapen
- Trachemys venusta
- Trachemys yaquia